# Columbus Cottonmouths
Columbus Cottonmouths var ett lagnamn som användes av tre amerikanska professionella ishockeylag som spelade sina hemmamatcher i Columbus Civic Center i Columbus i Georgia. Det första laget som fick namnet började 1996 spela i Central Hockey League (CHL). Säsongen 1997–1998 vann de The William “Bill” Levins Memorial Cup, som var CHL:s pris till vinnaren av deras slutspel. År 2001 blev Western Professional Hockey League (WPHL) fusionerad med CHL, vilket ledde till att Cottonmouths lämnade CHL. Cottonmouths fick samtidigt nya ägare och köpte rättigheterna till det nedlagda Hampton Roads Admirals i East Coast Hockey League (ECHL) i syfte att det skulle flyttas till Columbus och vara nästa upplaga av Columbus Cottonmouths. Laget spelade i ECHL fram till 2004 när det lades ner i syfte att flytta Cottonmouths till Bradenton i Florida och spela under namnet Gulf Coast Swords. Det kom dock aldrig till spel på grund av den tilltänkta inomhusarenan blev aldrig slutförd eftersom Swords ägare fick problem både finansiellt och juridiskt. De gamla ägarna till Cottonmouths grundade ytterligare ett lag, som fick också namnet Columbus Cottonmouths och var en av originalmedlemmarna till då nystartade ishockeyligan Southern Professional Hockey League (SPHL). De vann SPHL:s slutspelstrofé President's Cup två gånger, den första vanns redan under debutsäsongen medan den andra bärgades 2011–2012. Under andra kvartalet av 2017 lades laget ned på grund av finansiella skäl samt att laget hade, några månader tidigare, överlevt en bussolycka på en trafikplats, som kopplar samman Interstate 74 och Interstate 55, i Illinois. I juni blev det officiellt och i augusti återkallade SPHL lagrättigheterna efter att de kunde inte komma överens om ett avtal med en potentiell ägare för det påtänkta ersättningslaget Columbus Burn.
Under de år som Cottonmouths spelade i ECHL var de farmarlag till Edmonton Oilers och Montreal Canadiens i National Hockey League (NHL).
Spelare som spelade för Cottonmouths var bland andra Kristian Antila och Rumun Ndur (ECHL) och Shannon Szabados (SPHL).